# Linked Open Data

2007年9月のLinked Open Data

2011年9月のLinked Open Data Cloud

Linked Open Data（リンクト・オープン・データ、略名: LOD）は、ウェブ上でコンピュータ処理に適したデータを公開・共有するための技術の総称である。従来のウェブがHTML文書間のハイパーリンクによる人間のための情報空間の構築を目的としてきたことに対応して、Linked Open Dataでは構造化されたデータ同士をリンクさせることでコンピュータが利用可能な「データのウェブ」の構築を目指しており、セマンティックウェブの形成に重要な技術となっている。

## 概要
現在のウェブは、人間向けに記述された文書が膨大に蓄積された状態にあり、これらをコンピュータで自動処理するためには高度な自然言語処理技術や大規模な辞書を用いて文書の内容を理解させる必要がある。
このような知的処理に関する研究開発が進められる一方で、ウェブ上の情報をよりコンピュータ向けに記述することで自動処理を容易にするセマンティック・ウェブの構想が提唱され、注目を集めた。
Linked Open Dataは、セマンティック・ウェブ分野で検討されてきた知識の構造化手法を既存の大規模データに適用し、コンピュータで処理可能なデータを普及させるための一連の技術ならびに方法論の総称である。
ティム・バーナーズ＝リーはLinked Open Dataに関する4つの原則を定義している。

1. あらゆるデータの識別子としてURIを使用する。
2. 識別子には（URNや他のスキームではなく）HTTP URIを使用し、参照やアクセスを可能にする。
3. URIにアクセスされた際には有用な情報を標準的なフォーマット（RDFなど）で提供する。
4. データには他の情報源における関連情報へのリンクを含め、ウェブ上の情報発見を支援する。